# Elise Hall
Elise Hall (née à Paris le 15 avril 1853, morte à Boston le 27 novembre 1924) est une saxophoniste et mécène américaine.

## Biographie
Elise Hall, née Boyer Coolidge à Paris, commence le saxophone sur recommandation médicale :  après une maladie, sans doute la typhoïde, elle souffre d'un début de surdité. Suivant les conseils de son mari, médecin, elle apprend à jouer d'un instrument à vent, et choisit le saxophone . Mélomane et mécène, elle fonde en 1899 un orchestre amateur regroupant les musiciens de la meilleure société : le Boston Orchestral Club. Son but est de faire connaître à Boston la musique  d'avant-garde, qui est à l'époque française, ainsi que son nouvel instrument, ordinairement joué par des hommes et dans des fanfares. Elle accompagne ainsi la naissance d'une nouvelle sensibilité. Elle utilise sa fortune personnelle pour organiser des concerts et commander des œuvres pour saxophone et orchestre aux compositeurs les plus novateurs. 
Elle est ainsi la fondatrice du premier répertoire concertant pour saxophone, avec une esthétique à dominante impressionniste, dont le représentant le plus illustre est Claude Debussy.

## Liste des œuvres qu'elle a suscitées, commandées, et créées
- Rhapsodie de Claude Debussy (1903-1911)[3]
- Légende (1903) et Impression d'Automne (1905?) d'André Caplet
- Légende de Florent Schmitt (1918)
- Choral varié de Vincent d'Indy (1903)
- Suite de Gabriel Grovlez (1915)
- Poème élégiaque de Philippe Gaubert (1911)
- Andante (1915) et Concertstück (post 1915) de Jean Huré
- Premier Concerto de Paul Gilson (1902)
- Fantaisie Mauresque de François Combelle (1920)
- Légende de Georges Sporck (1905)
- Siberia et Octuor d'Henri Woollett (1909-1910)
- Pastorale de Léon Moreau
- Divertissement Espagnol (1900), Rhapsodie , Ballade carnavalesque (1903) de Charles Loeffler
- Impression de Georges Longy (1902)
- Rhapsodie op. 26 de Jules Mouquet (1907)
- Chant de Paul Dupin (1910)